# Saksahan, Peatîhatkî
Saksahan (în ucraineană Саксагань) este localitatea de reședință a comunei Saksahan din raionul Peatîhatkî, regiunea Dnipropetrovsk, Ucraina.

## Demografie
Componența lingvistică a localității Saksahan
     Ucraineană (91,47%)
     Rusă (7,8%)
     Alte limbi (0,58%)
Conform recensământului din 2001, majoritatea populației localității Saksahan era vorbitoare de ucraineană (91,47%), existând în minoritate și vorbitori de rusă (7,8%).